# Pygaerina fasciata
Pygaerina fasciata är en fjärilsart som beskrevs av M.Gaede 1928. Pygaerina fasciata ingår i släktet Pygaerina och familjen tandspinnare. Inga underarter finns listade.